# Bęben obręczowy z cekinami
Bęben obręczowy z cekinami (inaczej obręczówka, bębenek cygański, grajcarek lub tamborek) - polski ludowy instrument perkusyjny z grupy membranofonów. 
Bęben obręczowy występował w małych kapelach m.in. w na Mazowszu, Kurpiach i Mazurach, Ziemi Radomskiej, Kieleckiej, w powiecie kaliskim, a także na Lubelszczyźnie. W środkowej Polsce wchodził w skład kapel wraz ze skrzypcami i basami. Z powodu pojawienia się głośniejszych instrumentów, takich jak harmonia czy klarnet, zastępowany był w składzie kapel przez baraban. 
Bęben obręczowy z cekinami występuje także w innych państwach, m.in. w Ukrainie, Białorusi i Rosji. 

## Budowa
Składa się z drewnianej obręczy na którą z jednej strony naciągnięta jest skóra.  Do wyrobu bębnów używa się najczęściej skóry koziej, baraniej i cielęcej. W przeszłości popularna była także skóra psia. Obecnie produkowane są także bębny, których membrana wykonana jest z materiałów, które nie są pochodzenia zwierzęcego. Membranę mocuje się za pomocą metalowej obręczy z zaczepami i śrubami. W wyżłobionych w obręczy otworach umocowane są brzękadła. Na brzękadło składają się co najmniej dwie metalowe blaszki, które po uderzeniu w bęben obijają się o siebie i wydają charakterystyczny brzęczący dźwięk. Bębny mogą być wyposażone w uchwyty bądź otwory w obręczy ułatwiające trzymanie instrumentu, a także dzwoneczki zamocowane wewnątrz bębna. Średnica bębna i liczba brzękadeł może się różnić w zależności od instrumentu.  
Bęben stroi się za pomocą luzowania lub napinania skóry na obręczy.  
Do gry używa się drewnianej pałki. Pałki mogą mieć różną długość i kształt. Niektórzy twórcy owijają końcówki pałek skórą bądź innym materiałem.   

## Sposób gry
Do gry na bębnie używa się drewnianej pałki, którą uderza się w membranę bębna, i dłoni. Aby wydobyć dźwięk z brzękadeł, uderza się dłonią trzymającą pałkę w krawędź instrumentu bądź trzęsie bębnem, wprawiając blaszki w ruch. Uderzenia mogą być pojedyncze lub łączone. Uderzenia pojedyncze to takie, w których dźwięk wydobywa się tylko z membrany bądź tylko z brzękadeł. Uderzenia łączone to takie, w których dźwięk z membrany i brzękadeł wydobywa się jednocześnie. W zależności od regionu i stylu wykonawczego dźwięk z bębna i brzękadeł wydobywany jest także poprzez uderzenie w niego palcami lub pocieranie nimi o membranę.  
Technika gry może różnić się w zależności od regionu i wykonawcy. Na sposób gry wpływać może także budowa bębna i pałki.   
Do lat 30. XX wieku w Polsce centralnej umiejętność bębnienia była powszechna. W celu zmniejszenia wydatków częstą praktyką było zatrudnianie na wesele jedynie skrzypka, który przynosił ze sobą bęben i basy. Pozostałe instrumenty wręczano gościom weselnym, którzy pełnili funkcję bębnistów i basistów. 

## Galeria

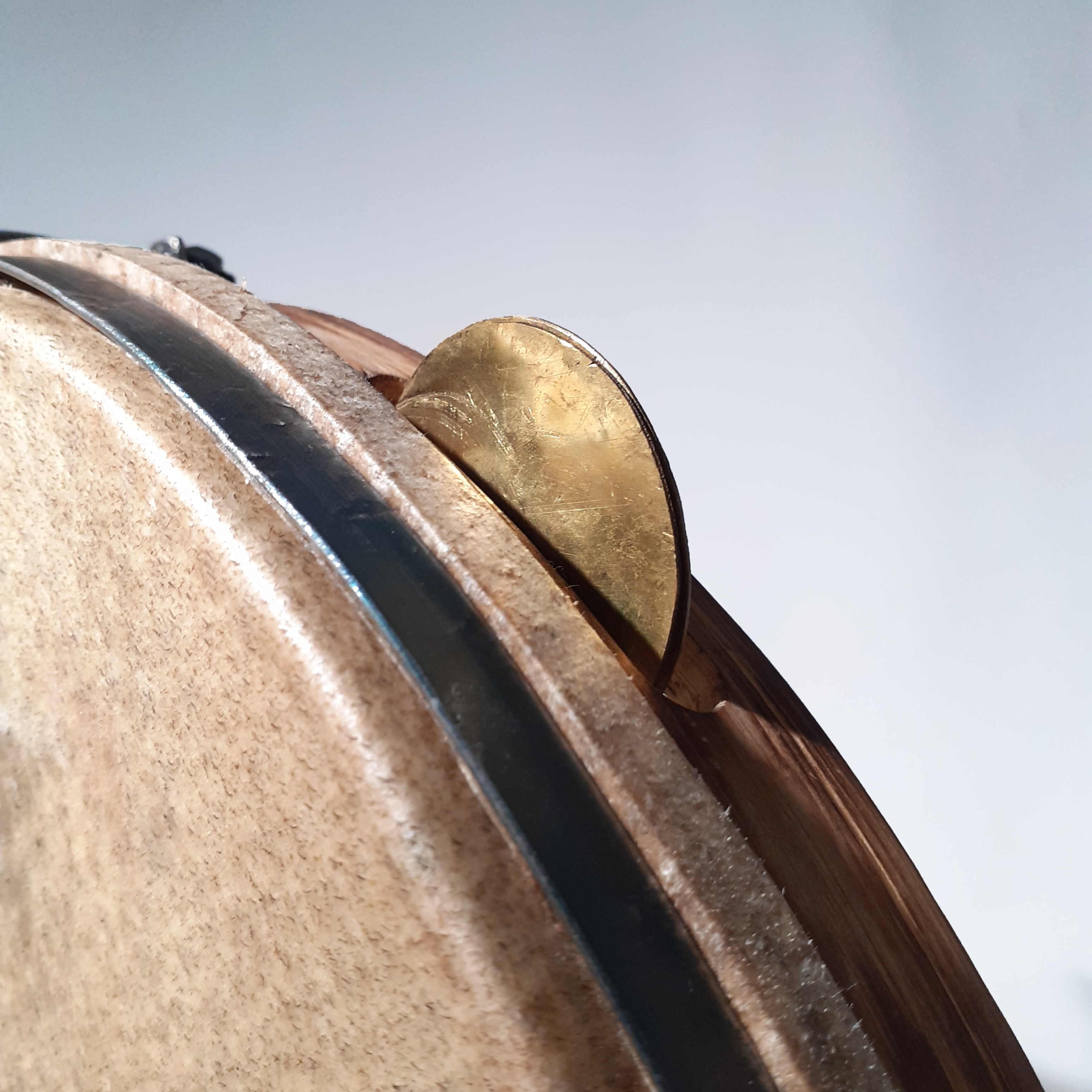
Brzękadło w bębnie obręczowym
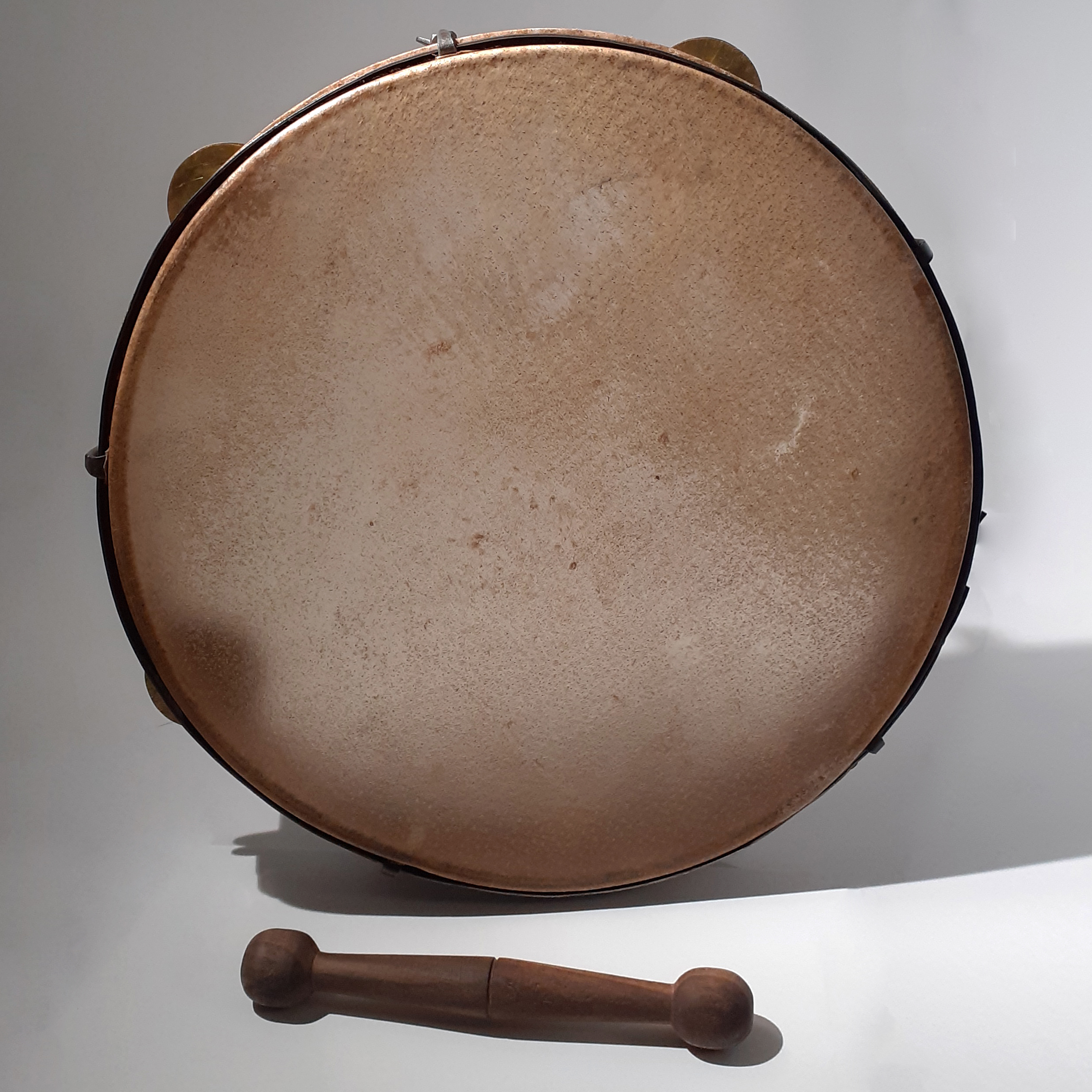
Bęben obręczowy i drewniana pałka